# کالویل مونتگومری
کالویل مونتگومری (به فرانسوی: Colleville-Montgomery) یک کمون (فرانسه) در فرانسه است که در کالوادوس واقع شده‌است. کالویل مونتگومری ۷٫۷۴ کیلومتر مربع مساحت دارد ۱۰ متر بالاتر از سطح دریا واقع شده‌است.